# 甄贤社学旧址
甄贤社学旧址是一座位于中国广东省珠海市香洲区南屏镇的清代建筑，在1986年5月13日被列入珠海市文物保护单位，登录名为甄贤学校。2008年11月18日列入第五批广东省文物保护单位，登录名为甄贤社学旧址。